# Liste des stations de tourisme en France
Liste officielle, en date du 28 décembre 2019, des 433 stations de tourisme françaises désignées par décret ministériel pour une durée de douze ans. Il existe au départ une seule catégorie de classement pour les stations de curistes. À la fin des années 1910, il est possible de faire classer la commune comme station hydrominérale et climatique, hydrominérale ou climatique. Une catégorie station de tourisme est créée ensuite, ainsi que la catégorie uvale ; les catégories peuvent être associées (Avignon est classé « uvale et tourisme »). Les stations climatiques accueillant des cures sont également distinguées par l’État.

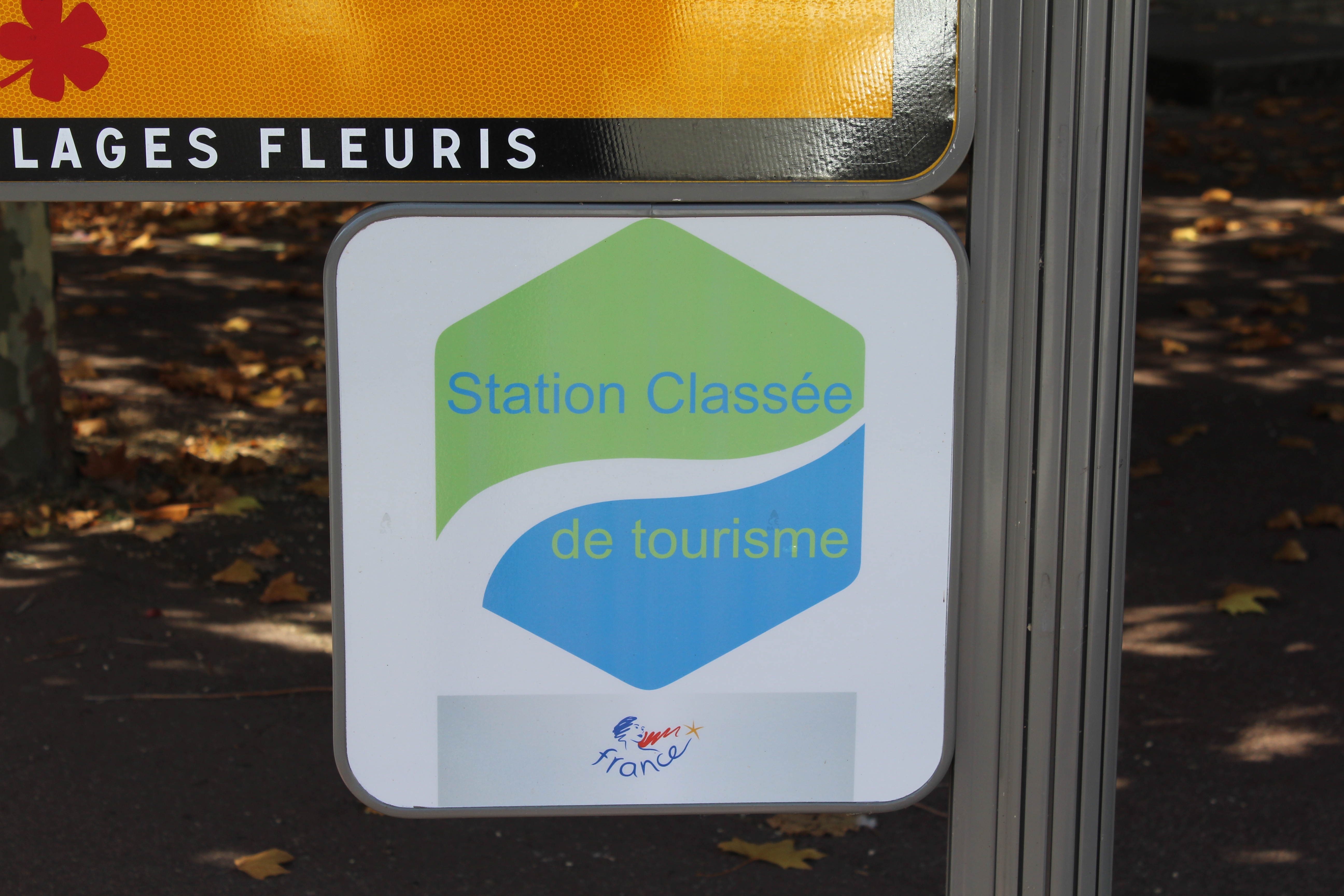
Panneau annonçant le classement de Fontainebleau en station classée de tourisme

## Communes
| Région                     | Département             | Commune                                                                             | Type du classement (avant 2012)          | Première année de classement (ancien classement)     | Dernière année de reclassement (nouveau classement) |
| -------------------------- | ----------------------- | ----------------------------------------------------------------------------------- | ---------------------------------------- | ---------------------------------------------------- | --------------------------------------------------- |
| Auvergne-Rhône-Alpes       | Ain                     | Divonne-les-Bains                                                                   | Hydrominérale et climatique              | 28 mars 1923                                         |                                                     |
| Auvergne-Rhône-Alpes       | Allier                  | Néris-les-Bains                                                                     | Hydrominérale                            | 10 juin 1912                                         | 27 juillet 2012                                     |
| Auvergne-Rhône-Alpes       | Allier                  | Vichy                                                                               | Hydrominérale                            | 25 mai 1912                                          | 1er août 2013                                       |
| Auvergne-Rhône-Alpes       | Ardèche                 | Vallon-Pont-d’Arc                                                                   |                                          |                                                      | 5 septembre 2018                                    |
| Auvergne-Rhône-Alpes       | Ardèche                 | Vals-les-Bains                                                                      | Hydrominérale                            | 25 mai 1912                                          | 26 novembre 2015                                    |
| Auvergne-Rhône-Alpes       | Cantal                  | Chaudes-Aigues                                                                      | Hydrominérale                            | 15 juillet 1914                                      | 21 août 2012                                        |
| Auvergne-Rhône-Alpes       | Cantal                  | Saint-Flour                                                                         |                                          |                                                      | 6 février 2014                                      |
| Auvergne-Rhône-Alpes       | Cantal                  | Vic-sur-Cère                                                                        |                                          |                                                      | 1er juin 2015                                       |
| Auvergne-Rhône-Alpes       | Drôme                   | Dieulefit                                                                           |                                          |                                                      | 2 mars 2018                                         |
| Auvergne-Rhône-Alpes       | Drôme                   | Montélimar                                                                          | Touristique                              | 24 février 2009                                      | 29 octobre 2019                                     |
| Auvergne-Rhône-Alpes       | Drôme                   | Nyons                                                                               | Touristique                              | 27 juillet 2010                                      |                                                     |
| Auvergne-Rhône-Alpes       | Haute-Savoie            | Annecy                                                                              | Climatique                               | 21 avril 1921                                        | 10 août 2011                                        |
| Auvergne-Rhône-Alpes       | Haute-Savoie            | Annemasse                                                                           | Climatique et touristique                | 16 octobre 1957                                      | 15 janvier 2019                                     |
| Auvergne-Rhône-Alpes       | Haute-Savoie            | Arâches-la-Frasse                                                                   |                                          |                                                      | 30 novembre 2018                                    |
| Auvergne-Rhône-Alpes       | Haute-Savoie            | Chamonix-Mont-Blanc                                                                 | Climatique                               | 10 juin 1912                                         |                                                     |
| Auvergne-Rhône-Alpes       | Haute-Savoie            | Châtel                                                                              |                                          |                                                      | 15 février 2017                                     |
| Auvergne-Rhône-Alpes       | Haute-Savoie            | Clusaz (La)                                                                         | Touristique                              | 25 mai 1956                                          | 17 juillet 2015                                     |
| Auvergne-Rhône-Alpes       | Haute-Savoie            | Combloux                                                                            |                                          |                                                      | 27 novembre 2018                                    |
| Auvergne-Rhône-Alpes       | Haute-Savoie            | Contamines-Montjoie (Les)                                                           |                                          |                                                      | 27 novembre 2018                                    |
| Auvergne-Rhône-Alpes       | Haute-Savoie            | Évian-les-Bains                                                                     | Hydrominérale et climatique              | 28 mai 1919                                          | 29 août 2012                                        |
| Auvergne-Rhône-Alpes       | Haute-Savoie            | Gets (Les)                                                                          | Touristique                              | 14 décembre 1981                                     | 23 avril 2018                                       |
| Auvergne-Rhône-Alpes       | Haute-Savoie            | Grand-Bornand (Le)                                                                  |                                          |                                                      |                                                     |
| Auvergne-Rhône-Alpes       | Haute-Savoie            | Houches (Les)                                                                       |                                          |                                                      | 24 août 2018                                        |
| Auvergne-Rhône-Alpes       | Haute-Savoie            | Manigod                                                                             |                                          |                                                      | 14 juin 2019                                        |
| Auvergne-Rhône-Alpes       | Haute-Savoie            | Megève                                                                              |                                          |                                                      | 3 août 2016                                         |
| Auvergne-Rhône-Alpes       | Haute-Savoie            | Menthon-Saint-Bernard                                                               | Hydrominérale et climatique              | 13 août 1921                                         | 24 août 2018                                        |
| Auvergne-Rhône-Alpes       | Haute-Savoie            | Morzine                                                                             |                                          |                                                      | 19 décembre 2017                                    |
| Auvergne-Rhône-Alpes       | Haute-Savoie            | Passy                                                                               | Climatique (cure)                        | 3 avril 1930                                         | 29 novembre 2017                                    |
| Auvergne-Rhône-Alpes       | Haute-Savoie            | Praz-sur-Arly                                                                       |                                          |                                                      | 30 septembre 2017                                   |
| Auvergne-Rhône-Alpes       | Haute-Savoie            | Roche-sur-Foron (La)                                                                |                                          |                                                      | 8 décembre 2014                                     |
| Auvergne-Rhône-Alpes       | Haute-Savoie            | Saint-Gervais-les-Bains                                                             | Hydrominérale et climatique              | 25 septembre 1913                                    | 30 octobre 2017                                     |
| Auvergne-Rhône-Alpes       | Haute-Savoie            | Sallanches                                                                          |                                          |                                                      | 12 avril 2013                                       |
| Auvergne-Rhône-Alpes       | Haute-Savoie            | Samoëns                                                                             |                                          |                                                      | 24 août 2018                                        |
| Auvergne-Rhône-Alpes       | Haute-Savoie            | Servoz                                                                              |                                          |                                                      | 24 août 2018                                        |
| Auvergne-Rhône-Alpes       | Haute-Savoie            | Talloires-Montmin                                                                   |                                          |                                                      | 2 mars 2018                                         |
| Auvergne-Rhône-Alpes       | Haute-Savoie            | Thonon-les-Bains                                                                    | Hydrominérale et climatique              | 18 septembre 1918                                    | 23 octobre 2012                                     |
| Auvergne-Rhône-Alpes       | Haute-Savoie            | Veyrier-du-Lac                                                                      | Touristique                              | 4 mars 1997                                          | 20 février 2017                                     |
| Auvergne-Rhône-Alpes       | Isère                   | Allevard                                                                            | Hydrominérale                            | 9 janvier 1922                                       | 12 avril 2013                                       |
| Auvergne-Rhône-Alpes       | Isère                   | Autrans                                                                             |                                          |                                                      | 17 juillet 2015                                     |
| Auvergne-Rhône-Alpes       | Isère                   | Bourg-d’Oisans (Le)                                                                 |                                          |                                                      | 15 décembre 2017                                    |
| Auvergne-Rhône-Alpes       | Isère                   | Chamrousse                                                                          |                                          |                                                      | 6 novembre 2018                                     |
| Auvergne-Rhône-Alpes       | Isère                   | Corrençon-en-Vercors                                                                |                                          |                                                      | 9 septembre 2019                                    |
| Auvergne-Rhône-Alpes       | Isère                   | Deux Alpes (Les)                                                                    |                                          |                                                      | 14 mai 2018                                         |
| Auvergne-Rhône-Alpes       | Isère                   | Grenoble                                                                            |                                          |                                                      | 17 septembre 2015                                   |
| Auvergne-Rhône-Alpes       | Isère                   | Huez                                                                                |                                          |                                                      | 21 septembre 2015                                   |
| Auvergne-Rhône-Alpes       | Isère                   | Saint-Martin-d’Uriage                                                               | Hydrominérale                            | 21 juin 1923,                                        | 8 janvier 2018                                      |
| Auvergne-Rhône-Alpes       | Isère                   | Vaujany                                                                             |                                          |                                                      | 28 janvier 2015                                     |
| Auvergne-Rhône-Alpes       | Isère                   | Villard-de-Lans                                                                     | Climatique                               | 21 août 1930                                         | 24 août 2018                                        |
| Auvergne-Rhône-Alpes       | Loire                   | Montrond-les-Bains                                                                  |                                          | 19 novembre 1935                                     | 1er juin 2015                                       |
| Auvergne-Rhône-Alpes       | Loire                   | Saint-Galmier                                                                       |                                          |                                                      | 1er juin 2015                                       |
| Auvergne-Rhône-Alpes       | Puy-de-Dôme             | Besse-et-Saint-Anastaise                                                            |                                          |                                                      | 22 janvier 2018                                     |
| Auvergne-Rhône-Alpes       | Puy-de-Dôme             | Bourboule (La)                                                                      | Hydrominérale                            | 30 mai 1912                                          | 19 septembre 2014                                   |
| Auvergne-Rhône-Alpes       | Puy-de-Dôme             | Chamalières                                                                         | Hydrominérale                            | 27 octobre 1912                                      | 6 février 2014                                      |
| Auvergne-Rhône-Alpes       | Puy-de-Dôme             | Chambon-sur-Lac                                                                     | Touristique                              | 19 juin 1989                                         | 24 août 2018                                        |
| Auvergne-Rhône-Alpes       | Puy-de-Dôme             | Châtel-Guyon                                                                        | Hydrominérale                            | 6 juillet 1912                                       | 7 mai 2012                                          |
| Auvergne-Rhône-Alpes       | Puy-de-Dôme             | Mont-Dore                                                                           | Hydrominérale                            | 27 octobre 1912                                      | 29 juin 2018                                        |
| Auvergne-Rhône-Alpes       | Puy-de-Dôme             | Murat-le-Quaire                                                                     |                                          |                                                      | 23 avril 2018                                       |
| Auvergne-Rhône-Alpes       | Puy-de-Dôme             | Murol                                                                               |                                          |                                                      | 15 janvier 2014                                     |
| Auvergne-Rhône-Alpes       | Puy-de-Dôme             | Royat                                                                               |                                          |                                                      | 15 janvier 2014                                     |
| Auvergne-Rhône-Alpes       | Puy-de-Dôme             | Saint-Nectaire                                                                      | Hydrominérale                            | 27 octobre 1912                                      | 27 juillet 2012                                     |
| Auvergne-Rhône-Alpes       | Métropole de Lyon       | Lyon                                                                                |                                          |                                                      | 10 décembre 2012                                    |
| Auvergne-Rhône-Alpes       | Savoie                  | Aime-la-Plagne                                                                      |                                          |                                                      | 19 décembre 2017                                    |
| Auvergne-Rhône-Alpes       | Savoie                  | Aix-les-Bains                                                                       | Hydrominérale et climatique              | 28 juin 1914                                         | 13 septembre 2013                                   |
| Auvergne-Rhône-Alpes       | Savoie                  | Allues (Les)                                                                        |                                          |                                                      | 2 septembre 2011                                    |
| Auvergne-Rhône-Alpes       | Savoie                  | Beaufort                                                                            | Touristique, sports d'hiver et alpinisme | 29 mai 1985                                          | 28 novembre 2018                                    |
| Auvergne-Rhône-Alpes       | Savoie                  | Belleville (Les)                                                                    |                                          |                                                      | 18 décembre 2017                                    |
| Auvergne-Rhône-Alpes       | Savoie                  | Bourg-Saint-Maurice                                                                 |                                          |                                                      | 3 août 2016                                         |
| Auvergne-Rhône-Alpes       | Savoie                  | Bourget-du-Lac (Le)                                                                 | Touristique                              | 5 novembre 1965                                      | 27 mars 2019                                        |
| Auvergne-Rhône-Alpes       | Savoie                  | Brides-les-Bains                                                                    | Hydrominérale et climatique              | 20 mai 1913                                          | 30 juillet 2012                                     |
| Auvergne-Rhône-Alpes       | Savoie                  | Challes-les-Eaux                                                                    | Hydrominérale et climatique              | 9 avril 1927                                         | 28 janvier 2015                                     |
| Auvergne-Rhône-Alpes       | Savoie                  | Champagny-en-Vanoise                                                                |                                          |                                                      | 9 janvier 2018                                      |
| Auvergne-Rhône-Alpes       | Savoie                  | Crest-Voland                                                                        |                                          |                                                      | 27 mars 2019                                        |
| Auvergne-Rhône-Alpes       | Savoie                  | Flumet                                                                              |                                          |                                                      | 27 mars 2019                                        |
| Auvergne-Rhône-Alpes       | Savoie                  | Fontcouverte-la-Toussuire                                                           |                                          |                                                      | 22 janvier 2018                                     |
| Auvergne-Rhône-Alpes       | Savoie                  | Hauteluce                                                                           |                                          |                                                      | 30 octobre 2017                                     |
| Auvergne-Rhône-Alpes       | Savoie                  | La Plagne Tarentaise                                                                |                                          |                                                      | 15 décembre 2017                                    |
| Auvergne-Rhône-Alpes       | Savoie                  | Landry                                                                              |                                          |                                                      | 14 juin 2019,                                       |
| Auvergne-Rhône-Alpes       | Savoie                  | Montricher-Albanne                                                                  |                                          |                                                      | 17 décembre 2019                                    |
| Auvergne-Rhône-Alpes       | Savoie                  | Montvalezan                                                                         |                                          |                                                      | 24 août 2018                                        |
| Auvergne-Rhône-Alpes       | Savoie                  | Notre-Dame-de-Bellecombe                                                            |                                          |                                                      | 15 janvier 2019                                     |
| Auvergne-Rhône-Alpes       | Savoie                  | Peisey-Nancroix                                                                     |                                          |                                                      | 14 juin 2019,                                       |
| Auvergne-Rhône-Alpes       | Savoie                  | Perrière (La)                                                                       |                                          |                                                      | 30 septembre 2013                                   |
| Auvergne-Rhône-Alpes       | Savoie                  | Pralognan-la-Vanoise                                                                | Climatique                               | 15 septembre 1914                                    | 10 mai 2017                                         |
| Auvergne-Rhône-Alpes       | Savoie                  | Saint-Bon-Tarentaise                                                                |                                          |                                                      | 24 septembre 2012                                   |
| Auvergne-Rhône-Alpes       | Savoie                  | Saint-François-Longchamp                                                            |                                          |                                                      | 3 octobre 2019                                      |
| Auvergne-Rhône-Alpes       | Savoie                  | Saint-Sorlin-d’Arves                                                                |                                          |                                                      | 27 mars 2019                                        |
| Auvergne-Rhône-Alpes       | Savoie                  | Tignes                                                                              |                                          |                                                      | 15 décembre 2017                                    |
| Auvergne-Rhône-Alpes       | Savoie                  | Val-d’Isère                                                                         |                                          |                                                      | 1er mars 2019                                       |
| Auvergne-Rhône-Alpes       | Savoie                  | Valloire                                                                            | Touristique                              | 23 décembre 1957                                     | 14 décembre 2017                                    |
| Auvergne-Rhône-Alpes       | Savoie                  | Valmeinier                                                                          |                                          |                                                      | 3 octobre 2019                                      |
| Auvergne-Rhône-Alpes       | Savoie                  | Villarembert                                                                        |                                          |                                                      | 24 août 2018                                        |
| Bourgogne Franche-Comté    | Côte-d'Or               | Beaune                                                                              | Touristique                              | 6 septembre 1991                                     | 8 janvier 2018                                      |
| Bourgogne Franche-Comté    | Doubs                   | Métabief                                                                            |                                          |                                                      | 22 janvier 2018                                     |
| Bourgogne Franche-Comté    | Haute-Saône             | Luxeuil-les-Bains                                                                   | Hydrominérale                            | 27 octobre 1912                                      | 23 décembre 2011                                    |
| Bourgogne Franche-Comté    | Jura                    | Bois-d’Amont                                                                        |                                          |                                                      | 1er mars 2019                                       |
| Bourgogne Franche-Comté    | Jura                    | Clairvaux-les-Lacs                                                                  |                                          |                                                      | 27 avril 2011                                       |
| Bourgogne Franche-Comté    | Jura                    | Lamoura                                                                             |                                          |                                                      | 1er mars 2019                                       |
| Bourgogne Franche-Comté    | Jura                    | Lons-le-Saunier                                                                     |                                          |                                                      | 1er juin 2015                                       |
| Bourgogne Franche-Comté    | Jura                    | Prémanon                                                                            |                                          |                                                      | 15 octobre 2019                                     |
| Bourgogne Franche-Comté    | Jura                    | Rousses (Les)                                                                       |                                          |                                                      | 1er mars 2019                                       |
| Bourgogne Franche-Comté    | Jura                    | Salins-les-Bains                                                                    | Hydrominérale et climatique              | 6 juillet 1921, 11 mai 1923                          | 12 avril 2011                                       |
| Bourgogne Franche-Comté    | Saône-et-Loire          | Bourbon-Lancy                                                                       | Hydrominérale                            | 28 juin 1914                                         | 18 décembre 2012                                    |
| Bourgogne Franche-Comté    | Saône-et-Loire          | Mâcon                                                                               |                                          |                                                      | 12 avril 2013                                       |
| Bourgogne Franche-Comté    | Saône-et-Loire          | Paray-le-Monial                                                                     |                                          |                                                      | 17 juillet 2015                                     |
| Bretagne                   | Côtes-d'Armor           | Binic                                                                               |                                          |                                                      | 30 juillet 2013                                     |
| Bretagne                   | Côtes-d’Armor           | Dinan                                                                               |                                          |                                                      | 31 mai 2013                                         |
| Bretagne                   | Côtes-d’Armor           | Erquy                                                                               |                                          |                                                      | 2 décembre 2016                                     |
| Bretagne                   | Côtes-d’Armor           | Fréhel (premier classement pour les Sables-d’Or-les-Pins, commune de Pléhérel)      | Climatique                               | 27 juillet 1926                                      | 3 août 2016                                         |
| Bretagne                   | Côtes-d’Armor           | Paimpol                                                                             | Touristique                              | 4 octobre 1982                                       | 23 avril 2018                                       |
| Bretagne                   | Côtes-d’Armor           | Perros-Guirec                                                                       | Climatique                               | 21 juin 1921                                         | 18 février 2010                                     |
| Bretagne                   | Côtes-d’Armor           | Pléneuf-Val-André                                                                   | Climatique                               | 22 janvier 1936,                                     | 12 avril 2013                                       |
| Bretagne                   | Côtes-d’Armor           | Saint-Cast-le-Guildo                                                                |                                          |                                                      | 9 janvier 2015                                      |
| Bretagne                   | Côtes-d’Armor           | Saint-Quay-Portrieux                                                                | Climatique                               | 6 avril 1930                                         | 1er juin 2015                                       |
| Bretagne                   | Côtes-d’Armor           | Trébeurden                                                                          |                                          |                                                      | 29 novembre 2017                                    |
| Bretagne                   | Côtes-d’Armor           | Trégastel                                                                           |                                          |                                                      | 15 décembre 2017 27 mars 2019[pas clair]            |
| Bretagne                   | Côtes-d’Armor           | Tréguier                                                                            |                                          |                                                      | 27 mars 2019                                        |
| Bretagne                   | Finistère               | Audierne                                                                            |                                          |                                                      | 22 août 2019                                        |
| Bretagne                   | Finistère               | Bénodet                                                                             |                                          |                                                      | 19 décembre 2017                                    |
| Bretagne                   | Finistère               | Brest                                                                               |                                          |                                                      | 13 février 2015                                     |
| Bretagne                   | Finistère               | Carantec                                                                            |                                          |                                                      | 1er juin 2015                                       |
| Bretagne                   | Finistère               | Concarneau                                                                          |                                          |                                                      | 15 janvier 2014                                     |
| Bretagne                   | Finistère               | Crozon                                                                              |                                          |                                                      | 17 décembre 2012                                    |
| Bretagne                   | Finistère               | Douarnenez                                                                          |                                          |                                                      | 21 mars 2014                                        |
| Bretagne                   | Finistère               | Forêt-Fouesnant (La)                                                                |                                          |                                                      | 5 septembre 2012                                    |
| Bretagne                   | Finistère               | Fouesnant (classée en 2011 comme Fouesnant-Les Glénan)                              |                                          |                                                      | 17 novembre 2011                                    |
| Bretagne                   | Finistère               | Landéda                                                                             |                                          |                                                      | 26 décembre 2017                                    |
| Bretagne                   | Finistère               | Locronan                                                                            |                                          |                                                      | 23 octobre 2014                                     |
| Bretagne                   | Finistère               | Plouescat                                                                           |                                          |                                                      | 9 janvier 2018                                      |
| Bretagne                   | Finistère               | Plouguerneau                                                                        |                                          |                                                      | 16 juillet 2014                                     |
| Bretagne                   | Finistère               | Roscoff                                                                             |                                          |                                                      | 19 octobre 2016                                     |
| Bretagne                   | Ille-et-Vilaine         | Cancale                                                                             |                                          |                                                      | 19 septembre 2014                                   |
| Bretagne                   | Ille-et-Vilaine         | Dinard                                                                              | Climatique                               | 21 mars 1919,                                        | 17 septembre 2014                                   |
| Bretagne                   | Ille-et-Vilaine         | Iffendic                                                                            |                                          |                                                      | 27 juin 2016                                        |
| Bretagne                   | Ille-et-Vilaine         | Saint-Briac-sur-Mer                                                                 | Climatique                               | 18 avril 1931                                        | 15 juillet 2019                                     |
| Bretagne                   | Ille-et-Vilaine         | Saint-Lunaire                                                                       | Climatique                               | 29 juin 1922                                         | 5 septembre 2012                                    |
| Bretagne                   | Ille-et-Vilaine         | Saint-Malo                                                                          | Climatique                               | 4 août 1921 pour Saint-Malo 13 août 1921 pour Paramé | 18 décembre 2012                                    |
| Bretagne                   | Morbihan                | Arzon                                                                               | Balnéaire                                | 25 juin 1990                                         | 31 mai 2013                                         |
| Bretagne                   | Morbihan                | Bangor                                                                              |                                          |                                                      | 28 juin 2018                                        |
| Bretagne                   | Morbihan                | Carnac-Plage                                                                        | Climatique                               | 10 août 1934                                         | 18 décembre 2014                                    |
| Bretagne                   | Morbihan                | Larmor-Plage                                                                        | Balnéaire                                | 24 février 2009                                      | 19 novembre 2018                                    |
| Bretagne                   | Morbihan                | Palais (Le)                                                                         |                                          |                                                      | 14 mai 2018                                         |
| Bretagne                   | Morbihan                | Ploemeur                                                                            |                                          |                                                      | 17 décembre 2019                                    |
| Bretagne                   | Morbihan                | Port-Louis                                                                          |                                          |                                                      | 19 novembre 2018                                    |
| Bretagne                   | Morbihan                | Quiberon                                                                            | Climatique                               | 17 décembre 1924                                     | 19 septembre 2014                                   |
| Bretagne                   | Morbihan                | Sauzon                                                                              |                                          |                                                      | 24 août 2018                                        |
| Bretagne                   | Morbihan                | Trinité-sur-Mer (La)                                                                | Touristique et balnéaire                 | 24 août 1983                                         | 15 décembre 2017                                    |
| Bretagne                   | Morbihan                | Vannes                                                                              |                                          |                                                      | 1er mars 2019                                       |
| Centre - Val de Loire      | Cher                    | Sancerre                                                                            |                                          |                                                      | 14 juin 2019                                        |
| Centre - Val de Loire      | Eure-et-Loir            | Chartres                                                                            |                                          |                                                      | 13 septembre 2013                                   |
| Centre - Val de Loire      | Eure-et-Loir            | Châteaudun                                                                          |                                          |                                                      | 26 juillet 2019                                     |
| Centre - Val de Loire      | Loir-et-Cher            | Cour-Cheverny (classée en 2013 comme Cheverny)                                      |                                          |                                                      | 7 mai 2013                                          |
| Corse                      | Corse                   | Bonifacio                                                                           | Touristique                              | 7 août 1970                                          |                                                     |
| Corse                      | Corse                   | Propriano                                                                           | Touristique et balnéaire                 | 29 juin 1977                                         |                                                     |
| Grand Est                  | Bas-Rhin                | Molsheim                                                                            |                                          |                                                      | 6 février 2014                                      |
| Grand Est                  | Bas-Rhin                | Niederbronn-les-Bains                                                               | Hydrominérale                            | 7 juillet 1926                                       | 29 novembre 2017                                    |
| Grand Est                  | Bas-Rhin                | Obernai                                                                             |                                          |                                                      | 1er août 2013                                       |
| Grand Est                  | Bas-Rhin                | Wangenbourg-Engenthal                                                               | Touristique                              | 14 janvier 1985,29 mai 1985,                         | 29 novembre 2017                                    |
| Grand Est                  | Haut-Rhin               | Colmar                                                                              | Touristique                              | 14 janvier 1958                                      | 8 décembre 2014                                     |
| Grand Est                  | Haut-Rhin               | Ribeauvillé                                                                         |                                          |                                                      | 8 janvier 2018                                      |
| Grand Est                  | Haut-Rhin               | Riquewihr                                                                           | Touristique                              | 27 février 2009                                      | 8 janvier 2018                                      |
| Grand Est                  | Haute-Marne             | Bourbonne-les-Bains                                                                 | Hydrominérale                            | 28 juin 1914                                         | 18 février 2010                                     |
| Grand Est                  | Marne                   | Épernay                                                                             |                                          |                                                      | 29 novembre 2017                                    |
| Grand Est                  | Marne                   | Giffaumont-Champaubert                                                              | Touristique                              | 18 février 2010                                      |                                                     |
| Grand Est                  | Moselle                 | Amnéville                                                                           |                                          |                                                      | 2 mars 2018                                         |
| Grand Est                  | Moselle                 | Metz                                                                                |                                          |                                                      | 24 février 2015                                     |
| Grand Est                  | Vosges                  | Bresse (La)                                                                         | Touristique                              | 24 février 2009                                      | 6 novembre 2018                                     |
| Grand Est                  | Vosges                  | Bussang                                                                             | Hydrominérale                            | 21 mars 1921                                         | 6 novembre 2018                                     |
| Grand Est                  | Vosges                  | Contrexéville                                                                       | Hydrominérale                            | 10 juin 1912                                         | 30 mars 2015                                        |
| Grand Est                  | Vosges                  | Gérardmer                                                                           | Climatique                               | 10 juin 1912                                         | 30 juillet 2013                                     |
| Grand Est                  | Vosges                  | Plombières-les-Bains                                                                | Hydrominérale                            | 12 avril 1913                                        | 30 novembre 2017                                    |
| Grand Est                  | Vosges                  | Remiremont                                                                          | Touristique                              | 10 juillet 1989                                      | 27 mars 2019                                        |
| Grand Est                  | Vosges                  | Saint-Dié-des-Vosges                                                                | Touristique                              | 16 avril 1998                                        | 7 décembre 2018                                     |
| Grand Est                  | Vosges                  | Ventron                                                                             | Touristique                              | 14 janvier 1985                                      | 11 avril 2019                                       |
| Grand Est                  | Vosges                  | Vittel                                                                              | Hydrominérale                            | 30 mai 1912                                          | 24 février 2015                                     |
| Grand Est                  | Vosges                  | Vôge-les-Bains (La)                                                                 | Hydrominérale                            | 12 avril 1913,                                       | 18 janvier 2019                                     |
| Hauts-de-France            | Nord                    | Dunkerque                                                                           | Climatique Touristique                   | 21 mars 1919, 19 février 1990                        | 5 mars 2019                                         |
| Hauts-de-France            | Pas-de-Calais           | Berck                                                                               | Climatique                               | 30 mai 1912                                          | 29 septembre 2014                                   |
| Hauts-de-France            | Pas-de-Calais           | Boulogne-sur-Mer                                                                    | Climatique                               | 23 mai 1928                                          | 27 décembre 2013                                    |
| Hauts-de-France            | Pas-de-Calais           | Étaples                                                                             |                                          |                                                      | 5 mars 2019                                         |
| Hauts-de-France            | Pas-de-Calais           | Montreuil-sur-Mer                                                                   |                                          |                                                      | 2 février 2021                                      |
| Hauts-de-France            | Pas-de-Calais           | Neufchâtel-Hardelot                                                                 | Climatique                               | 9 avril 1927,                                        | 29 octobre 2014                                     |
| Hauts-de-France            | Pas-de-Calais           | Saint-Omer                                                                          | Touristique                              | 27 février 2009                                      | 15 décembre 2017                                    |
| Hauts-de-France            | Pas-de-Calais           | Touquet-Paris-Plage (Le)                                                            | Climatique                               | 3 septembre 1913                                     | 31 mai 2013                                         |
| Hauts-de-France            | Pas-de-Calais           | Wimereux                                                                            | Climatique                               | 8 mars 1913                                          | 1er août 2013                                       |
| Hauts-de-France            | Somme                   | Fort-Mahon-Plage                                                                    | Touristique                              | 20 novembre 2007                                     | 19 juin 2019                                        |
| Hauts-de-France            | Somme                   | Mers-les-Bains                                                                      | Touristique et balnéaire                 | 27 février 2009                                      | 29 octobre 2019                                     |
| Île-de-France              | Seine-et-Marne          | Fontainebleau                                                                       |                                          |                                                      | 22 janvier 2018                                     |
| Ile-de-France              | Val-d'Oise              | Enghien-les-Bains                                                                   | Hydrominérale                            | 28 février 1919                                      | 22 mars 2012                                        |
| Ile-de-France              | Val-d’Oise              | Roissy-en-France                                                                    |                                          |                                                      | 26 janvier 2016                                     |
| Ile-de-France              | Yvelines                | Maisons-Laffitte                                                                    |                                          |                                                      | 7 janvier 2015                                      |
| Ile-de-France              | Yvelines                | Versailles                                                                          |                                          |                                                      | 17 avril 2019                                       |
| La Réunion                 | La Réunion              | Saint-Paul                                                                          |                                          |                                                      | 24 août 2018                                        |
| Normandie                  | Calvados                | Bayeux                                                                              |                                          |                                                      | 11 mai 2016                                         |
| Normandie                  | Calvados                | Blonville-sur-Mer                                                                   | Climatique                               | 10 août 1934                                         | 16 février 2015                                     |
| Normandie                  | Calvados                | Cabourg                                                                             | Climatique                               | 15 juillet 1914                                      | 1er février 2010                                    |
| Normandie                  | Calvados                | Courseulles-sur-Mer                                                                 |                                          |                                                      | 15 décembre 2017                                    |
| Normandie                  | Calvados                | Deauville-sur-Mer                                                                   | Climatique                               | 12 mai 1921                                          | 27 février 2009                                     |
| Normandie                  | Calvados                | Honfleur                                                                            | Touristique et balnéaire                 | 24 février 2009                                      | 15 décembre 2017                                    |
| Normandie                  | Calvados                | Houlgate                                                                            | Climatique                               | 12 mai 1921                                          | 25 novembre 2009                                    |
| Normandie                  | Calvados                | Luc-sur-Mer                                                                         | Climatique                               | 26 avril 1924                                        |                                                     |
| Normandie                  | Calvados                | Merville-Franceville-Plage                                                          |                                          |                                                      | 3 octobre 2016                                      |
| Normandie                  | Calvados                | Ouistreham                                                                          | Climatique                               | 28 mars 1923                                         | 8 février 2013                                      |
| Normandie                  | Calvados                | Saint-Aubin-sur-Mer                                                                 | Climatique                               | 31 juillet 1923                                      | 28 août 2012                                        |
| Normandie                  | Calvados                | Touques                                                                             |                                          |                                                      | 9 septembre 2019                                    |
| Normandie                  | Calvados                | Trouville-sur-Mer                                                                   | Climatique                               | 12 mai 1921                                          | 12 janvier 2011                                     |
| Normandie                  | Calvados                | Villers-sur-Mer                                                                     | Climatique                               | 11 mars 1922                                         | 3 décembre 2009                                     |
| Normandie                  | Manche                  | Barneville-Carteret                                                                 |                                          |                                                      | 30 novembre 2017                                    |
| Normandie                  | Manche                  | Donville-les-Bains                                                                  |                                          |                                                      | 9 janvier 2018                                      |
| Normandie                  | Manche                  | Granville                                                                           | Climatique Touristique et balnéaire      | 16 mars 19262 novembre 1978                          | 15 décembre 2017                                    |
| Normandie                  | Orne                    | Bagnoles-de-l’Orne                                                                  | Hydrominérale Touristique                | 13 mai 19212 novembre 1978,                          | 18 avril 2018                                       |
| Normandie                  | Seine-Maritime          | Dieppe                                                                              | Climatique                               | 21 janvier 1925                                      | 13 décembre 2019                                    |
| Normandie                  | Seine-Maritime          | Étretat                                                                             | Climatique                               | 13 août 1921                                         | 10 décembre 2012                                    |
| Normandie                  | Seine-Maritime          | Fécamp                                                                              |                                          |                                                      | 30 novembre 2017                                    |
| Normandie                  | Seine-Maritime          | Forges-les-Eaux                                                                     | Hydrominérale                            | 17 décembre 1926                                     | 13 septembre 2013                                   |
| Normandie                  | Seine-Maritime          | Havre (Le)                                                                          |                                          |                                                      | 30 novembre 2017                                    |
| Normandie                  | Seine-Maritime          | Tréport (Le)                                                                        |                                          |                                                      | 23 avril 2018                                       |
| Nouvelle Aquitaine         | Charente-Maritime       | Ars-en-Ré                                                                           |                                          |                                                      | 24 août 2018                                        |
| Nouvelle Aquitaine         | Charente-Maritime       | Bois-Plage-en-Ré (Le)                                                               |                                          |                                                      | 13 septembre 2013                                   |
| Nouvelle Aquitaine         | Charente-Maritime       | Château-d’Oléron (Le)                                                               |                                          |                                                      | 20 août 2012                                        |
| Nouvelle Aquitaine         | Charente-Maritime       | Châtelaillon-Plage                                                                  | Climatique                               | 3 juin 1926                                          | 1er août 2013                                       |
| Nouvelle Aquitaine         | Charente-Maritime       | Couarde-sur-Mer (La)                                                                |                                          |                                                      | 2 mai 2012                                          |
| Nouvelle Aquitaine         | Charente-Maritime       | Dolus-d’Oléron                                                                      |                                          |                                                      | 20 novembre 2019                                    |
| Nouvelle Aquitaine         | Charente-Maritime       | Flotte (La)                                                                         | Touristique                              | 24 février 2009                                      | 2 mars 2018                                         |
| Nouvelle Aquitaine         | Charente-Maritime       | Fouras                                                                              |                                          |                                                      | 19 septembre 2014                                   |
| Nouvelle Aquitaine         | Charente-Maritime       | Jonzac                                                                              |                                          |                                                      | 18 décembre 2017                                    |
| Nouvelle Aquitaine         | Charente-Maritime       | Loix                                                                                |                                          |                                                      | 12 avril 2013                                       |
| Nouvelle Aquitaine         | Charente-Maritime       | Mathes (Les)                                                                        |                                          |                                                      | 23 mars 2012                                        |
| Nouvelle Aquitaine         | Charente-Maritime       | Port-des-Barques                                                                    |                                          |                                                      | 15 février 2017                                     |
| Nouvelle Aquitaine         | Charente-Maritime       | Portes-en-Ré (Les)                                                                  |                                          |                                                      | 24 août 2018                                        |
| Nouvelle Aquitaine         | Charente-Maritime       | Rivedoux-Plage                                                                      |                                          |                                                      | 23 mars 2012                                        |
| Nouvelle Aquitaine         | Charente-Maritime       | Rochefort                                                                           |                                          |                                                      | 27 juillet 2012                                     |
| Nouvelle Aquitaine         | Charente-Maritime       | Rochelle (La) (classement de la fraction Vieille ville au premier classement)       | Touristique                              | 23 juin 1965 14 juin 1989                            | 29 novembre 2017                                    |
| Nouvelle Aquitaine         | Charente-Maritime       | Royan                                                                               | Climatique                               | 29 juin 1922                                         | 7 mai 2012                                          |
| Nouvelle Aquitaine         | Charente-Maritime       | Saint-Clément-des-Baleines                                                          |                                          |                                                      | 24 août 2018                                        |
| Nouvelle Aquitaine         | Charente-Maritime       | Saint-Georges-d’Oléron                                                              |                                          |                                                      | 15 décembre 2017                                    |
| Nouvelle Aquitaine         | Charente-Maritime       | Saint-Georges-de-Didonne                                                            | Climatique                               | 23 mai 1928                                          | 16 juillet 2014                                     |
| Nouvelle Aquitaine         | Charente-Maritime       | Saint-Martin-de-Ré                                                                  | Touristique                              | 29 mai 1985                                          | 8 janvier 2018                                      |
| Nouvelle Aquitaine         | Charente-Maritime       | Saint-Palais-sur-Mer                                                                |                                          |                                                      | 5 mars 2018                                         |
| Nouvelle Aquitaine         | Charente-Maritime       | Saint-Pierre-d’Oléron                                                               |                                          |                                                      | 6 décembre 2019                                     |
| Nouvelle Aquitaine         | Charente-Maritime       | Saint-Trojan-les-Bains                                                              |                                          |                                                      | 9 janvier 2018                                      |
| Nouvelle Aquitaine         | Charente-Maritime       | Sainte-Marie-de-Ré                                                                  | Touristique                              | 25 février 2009                                      | 22 janvier 2018                                     |
| Nouvelle Aquitaine         | Charente-Maritime       | Saujon                                                                              | Touristique                              | 9 novembre 1982                                      | 24 août 2018                                        |
| Nouvelle Aquitaine         | Charente-Maritime       | Tremblade (La)                                                                      |                                          |                                                      | 20 décembre 2017                                    |
| Nouvelle Aquitaine         | Charente-Maritime       | Vaux-sur-Mer                                                                        |                                          |                                                      | 13 décembre 2011                                    |
| Nouvelle Aquitaine         | Dordogne                | Périgueux                                                                           | Touristique                              | 12 octobre 2007                                      | 15 décembre 2017                                    |
| Nouvelle Aquitaine         | Dordogne                | Sarlat-la-Canéda                                                                    |                                          |                                                      | 18 mars 2015                                        |
| Nouvelle Aquitaine         | Gironde                 | Andernos-les-Bains                                                                  | Touristique                              |                                                      | 30 novembre 2010                                    |
| Nouvelle Aquitaine         | Gironde                 | Arcachon                                                                            | Climatique                               | 8 juillet 1914                                       | 8 février 2013                                      |
| Nouvelle Aquitaine         | Gironde                 | Arès                                                                                | Touristique                              | 29 mai 1985                                          | 19 avril 2017                                       |
| Nouvelle Aquitaine         | Gironde                 | Bordeaux                                                                            | Touristique                              | 12 mars 1990                                         | 22 janvier 2018                                     |
| Nouvelle Aquitaine         | Gironde                 | Gujan-Mestras                                                                       |                                          |                                                      | 11 juillet 2017                                     |
| Nouvelle Aquitaine         | Gironde                 | Lacanau, classée en 1985 comme Lacanau-Médoc                                        | Touristique                              | 26 septembre 1985                                    | 4 décembre 2013                                     |
| Nouvelle Aquitaine         | Gironde                 | Lanton                                                                              | Touristique et balnéaire                 | 24 août 1983                                         | 29 juin 2018                                        |
| Nouvelle Aquitaine         | Gironde                 | Lège-Cap-Ferret                                                                     | Touristique                              | 31 octobre 1985                                      |                                                     |
| Nouvelle Aquitaine         | Gironde                 | Saint-Émilion                                                                       |                                          | 26 janvier 1994                                      | 22 août 2019                                        |
| Nouvelle Aquitaine         | Gironde                 | Soulac-sur-Mer                                                                      | Climatique                               | 21 janvier 1925                                      |                                                     |
| Nouvelle Aquitaine         | Gironde                 | Teste-de-Buch (La)                                                                  |                                          |                                                      |                                                     |
| Nouvelle Aquitaine         | Landes                  | Biscarrosse                                                                         |                                          |                                                      | 11 mai 2016                                         |
| Nouvelle Aquitaine         | Landes                  | Capbreton                                                                           |                                          |                                                      | 17 septembre 2014                                   |
| Nouvelle Aquitaine         | Landes                  | Dax                                                                                 | Hydrominérale                            | 21 avril 1912                                        | 18 septembre 2013                                   |
| Nouvelle Aquitaine         | Landes                  | Eugénie-les-Bains                                                                   |                                          |                                                      | 17 décembre 2019                                    |
| Nouvelle Aquitaine         | Landes                  | Mimizan                                                                             | Climatique                               | 10 juillet 1913                                      | 31 mai 2013                                         |
| Nouvelle Aquitaine         | Landes                  | Saint-Paul-lès-Dax                                                                  |                                          |                                                      | 19 décembre 2017                                    |
| Nouvelle Aquitaine         | Landes                  | Seignosse                                                                           |                                          |                                                      | 19 avril 2017                                       |
| Nouvelle Aquitaine         | Landes                  | Soorts-Hossegor                                                                     | Climatique                               | 17 février 1930                                      | 19 avril 2017                                       |
| Nouvelle Aquitaine         | Landes                  | Soustons                                                                            | Touristique                              | 2 novembre 1978                                      | 24 août 2018                                        |
| Nouvelle Aquitaine         | Landes                  | Vieux-Boucau-les-Bains                                                              |                                          |                                                      |                                                     |
| Nouvelle Aquitaine         | Lot-et-Garonne          | Casteljaloux                                                                        |                                          |                                                      | 26 août 2011                                        |
| Nouvelle Aquitaine         | Pyrénées-Atlantiques    | Anglet                                                                              |                                          | 15 février 1929,                                     | 3 août 2016                                         |
| Nouvelle Aquitaine         | Pyrénées-Atlantiques    | Bayonne                                                                             |                                          |                                                      | 21 décembre 2017                                    |
| Nouvelle Aquitaine         | Pyrénées-Atlantiques    | Biarritz                                                                            | Hydrominérale et climatique              | 30 mai 1912                                          | 27 juillet 2012                                     |
| Nouvelle Aquitaine         | Pyrénées-Atlantiques    | Bidart                                                                              | Climatique                               | 9 août 1927                                          | 8 avril 2019                                        |
| Nouvelle Aquitaine         | Pyrénées-Atlantiques    | Cambo-les-Bains                                                                     | Climatique (cure)                        | 21 août 1924                                         | 28 janvier 2015                                     |
| Nouvelle Aquitaine         | Pyrénées-Atlantiques    | Hendaye                                                                             | Climatique                               | 4 avril 1917                                         | 19 avril 2017                                       |
| Nouvelle Aquitaine         | Pyrénées-Atlantiques    | Laruns                                                                              |                                          |                                                      | 7 août 2017                                         |
| Nouvelle Aquitaine         | Pyrénées-Atlantiques    | Navarrenx                                                                           |                                          |                                                      | 18 décembre 2017                                    |
| Nouvelle Aquitaine         | Pyrénées-Atlantiques    | Pau                                                                                 | Climatique                               | 5 juin 1918                                          | 7 mai 2012                                          |
| Nouvelle Aquitaine         | Pyrénées-Atlantiques    | Saint-Jean-de-Luz                                                                   | Climatique                               | 25 mai 1912                                          | 16 février 2015                                     |
| Nouvelle Aquitaine         | Pyrénées-Atlantiques    | Salies-de-Béarn                                                                     | Hydrominérale                            | 23 mai 1912                                          | 29 août 2012                                        |
| Nouvelle Aquitaine         | Pyrénées-Atlantiques    | Urrugne                                                                             |                                          |                                                      | 31 juillet 2012                                     |
| Nouvelle Aquitaine         | Vienne                  | Chasseneuil-du-Poitou                                                               | Touristique                              | 15 février 2002                                      | 27 mars 2019                                        |
| Nouvelle Aquitaine         | Vienne                  | Roche-Posay (La)                                                                    | Hydrominérale                            | 7 août 1913                                          | 22 décembre 2011                                    |
| Occitanie                  | Ariège                  | Ax-les-Thermes                                                                      | Hydrominérale                            | 8 mars 1913                                          | 18 septembre 2013                                   |
| Occitanie                  | Ariège                  | Foix                                                                                |                                          |                                                      | 26 novembre 2013                                    |
| Occitanie                  | Ariège                  | Mirepoix                                                                            |                                          |                                                      | 24 janvier 2012                                     |
| Occitanie                  | Aude                    | Carcassonne                                                                         |                                          |                                                      | 28 novembre 2019                                    |
| Occitanie                  | Aude                    | Gruissan                                                                            |                                          |                                                      | 8 janvier 2018                                      |
| Occitanie                  | Aude                    | Leucate                                                                             |                                          |                                                      |                                                     |
| Occitanie                  | Aude                    | Narbonne                                                                            | Touristique et balnéaire                 | 10 juillet 2008                                      | 22 janvier 2018                                     |
| Occitanie                  | Aude                    | Port-la-Nouvelle                                                                    | Climatique                               | 6 décembre 1913,                                     | 28 novembre 2019                                    |
| Occitanie                  | Aveyron                 | Cransac                                                                             |                                          |                                                      | 27 juillet 2012                                     |
| Occitanie                  | Aveyron                 | Millau                                                                              | Touristique                              | 24 février 2009                                      | 17 avril 2019                                       |
| Occitanie                  | Gard                    | Aigues-Mortes                                                                       |                                          |                                                      | 5 juillet 2013                                      |
| Occitanie                  | Gard                    | Grau-du-Roi (Le)                                                                    | Climatique                               | 26 avril 1924                                        | 8 décembre 2014                                     |
| Occitanie                  | Gard                    | Méjannes-le-Clap                                                                    | Touristique                              | 2 novembre 1978                                      | 24 août 2018                                        |
| Occitanie                  | Gard                    | Nîmes                                                                               |                                          |                                                      | 10 mai 2017                                         |
| Occitanie                  | Gers                    | Cazaubon                                                                            |                                          |                                                      | 29 août 2012                                        |
| Occitanie                  | Gers                    | Lectoure                                                                            |                                          |                                                      | 19 septembre 2011                                   |
| Occitanie                  | Haute-Garonne           | Bagnères-de-Luchon                                                                  | Hydrominérale et climatique              | 2 mars 1913                                          | 19 septembre 2013                                   |
| Occitanie                  | Haute-Garonne           | Toulouse                                                                            |                                          |                                                      | 27 novembre 2018                                    |
| Occitanie                  | Hautes-Pyrénées         | Aragnouet                                                                           |                                          |                                                      | 3 juillet 2018                                      |
| Occitanie                  | Hautes-Pyrénées         | Argelès-Gazost                                                                      | Hydrominérale et climatique              | 15 février 1923                                      | 4 septembre 2012                                    |
| Occitanie                  | Hautes-Pyrénées         | Bagnères-de-Bigorre                                                                 | Hydrominérale et climatique              | 12 avril 1913                                        | 27 novembre 2018                                    |
| Occitanie                  | Hautes-Pyrénées         | Capvern                                                                             | Climatique                               | 10 juin 1912                                         | 24 septembre 2012                                   |
| Occitanie                  | Hautes-Pyrénées         | Cauterets                                                                           | Hydrominérale et climatique              | 9 avril 1919                                         | 26 juillet 2019                                     |
| Occitanie                  | Hautes-Pyrénées         | Lourdes                                                                             |                                          |                                                      | 15 octobre 2014                                     |
| Occitanie                  | Hautes-Pyrénées         | Luz-Saint-Sauveur                                                                   | Hydrominérale et climatique              | 9 mars 1913                                          | 17 septembre 2012                                   |
| Occitanie                  | Hautes-Pyrénées         | Saint-Lary-Soulan                                                                   |                                          |                                                      | 2 décembre 2017                                     |
| Occitanie                  | Hautes-Pyrénées         | Tarbes                                                                              |                                          |                                                      | 5 septembre 2012                                    |
| Occitanie                  | Hérault                 | Agde                                                                                |                                          |                                                      |                                                     |
| Occitanie                  | Hérault                 | Balaruc-les-Bains                                                                   | Hydrominérale et climatique              | 3 août 1927                                          | 21 avril 2015                                       |
| Occitanie                  | Hérault                 | Béziers                                                                             | Touristique                              | 16 décembre 2003                                     | 23 décembre 2016                                    |
| Occitanie                  | Hérault                 | Frontignan                                                                          |                                          |                                                      | 1er juin 2015                                       |
| Occitanie                  | Hérault                 | Grande-Motte (La)                                                                   |                                          |                                                      | 20 décembre 2017                                    |
| Occitanie                  | Hérault                 | Lamalou-les-Bains                                                                   | Hydrominérale                            | 25 mai 1912                                          | 16 juillet 2014                                     |
| Occitanie                  | Hérault                 | Marseillan                                                                          |                                          |                                                      | 8 janvier 2018                                      |
| Occitanie                  | Hérault                 | Mauguio                                                                             |                                          |                                                      | 8 janvier 2018                                      |
| Occitanie                  | Hérault                 | Palavas-les-Flots                                                                   | Climatique                               | 26 avril 1924                                        | 19 septembre 2014                                   |
| Occitanie                  | Hérault                 | Sérignan                                                                            |                                          |                                                      |                                                     |
| Occitanie                  | Hérault                 | Sète                                                                                |                                          |                                                      |                                                     |
| Occitanie                  | Hérault                 | Valras-Plage                                                                        |                                          |                                                      |                                                     |
| Occitanie                  | Hérault                 | Villeneuve-lès-Béziers                                                              |                                          |                                                      | 13 décembre 2016                                    |
| Occitanie                  | Lot                     | Rocamadour                                                                          |                                          |                                                      | 18 septembre 2013                                   |
| Occitanie                  | Lot                     | Saint-Céré                                                                          |                                          |                                                      | 28 novembre 2018                                    |
| Occitanie                  | Lot                     | Souillac                                                                            | Tourisme                                 | 24 août 1983                                         | 26 avril 2018                                       |
| Occitanie                  | Lozère                  | Mende                                                                               |                                          |                                                      | 28 novembre 2019                                    |
| Occitanie                  | Pyrénées-Orientales     | Amélie-les-Bains-Palalda                                                            | Hydrominérale et climatique              | 16 avril 1921                                        | 27 novembre 2018                                    |
| Occitanie                  | Pyrénées-Orientales     | Argelès-sur-Mer                                                                     | Touristique et balnéaire                 | 12 juillet 1962                                      |                                                     |
| Occitanie                  | Pyrénées-Orientales     | Banyuls-sur-Mer                                                                     |                                          |                                                      |                                                     |
| Occitanie                  | Pyrénées-Orientales     | Barcarès (Le)                                                                       |                                          |                                                      | 23 avril 2018                                       |
| Occitanie                  | Pyrénées-Orientales     | Boulou (Le)                                                                         |                                          | 17 février 1930                                      | 3 mai 2018                                          |
| Occitanie                  | Pyrénées-Orientales     | Canet-en-Roussillon (fraction de commune de Canet-Plage pour le premier classement) | Touristique et balnéaire                 | 27 août 1964                                         |                                                     |
| Occitanie                  | Pyrénées-Orientales     | Collioure                                                                           | Touristique et balnéaire                 | 7 août 1973                                          | 23 avril 2018                                       |
| Occitanie                  | Pyrénées-Orientales     | Font-Romeu-Odeillo-Via                                                              | Climatique                               | 10 juillet 1913                                      | 3 mai 2019                                          |
| Occitanie                  | Pyrénées-Orientales     | Perpignan                                                                           |                                          |                                                      | 9 janvier 2015                                      |
| Occitanie                  | Pyrénées-Orientales     | Saint-Cyprien                                                                       |                                          |                                                      | 15 janvier 2019                                     |
| Occitanie                  | Pyrénées-Orientales     | Vernet-les-Bains                                                                    | Hydrominérale et climatique              | 17 mars 1914                                         | 7 décembre 2018                                     |
| Occitanie                  | Tarn                    | Cordes-sur-Ciel                                                                     |                                          |                                                      | 22 janvier 2018                                     |
| Occitanie                  | Tarn                    | Lacaune                                                                             | Hydrominérale et climatique              | 3 septembre 1913                                     | 9 janvier 2018                                      |
| Occitanie                  | Tarn                    | Sorèze                                                                              |                                          |                                                      | 10 août 2011                                        |
| Pays de la Loire           | Loire-Atlantique        | Batz-sur-Mer                                                                        |                                          |                                                      | 15 octobre 2019                                     |
| Pays de la Loire           | Loire-Atlantique        | Baule-Escoublac (La)                                                                | Climatique                               | 1er juillet 1924                                     | 24 octobre 2014                                     |
| Pays de la Loire           | Loire-Atlantique        | Croisic (Le)                                                                        |                                          |                                                      | 27 juillet 2012                                     |
| Pays de la Loire           | Loire-Atlantique        | Piriac-sur-Mer                                                                      |                                          |                                                      | 29 novembre 2017                                    |
| Pays de la Loire           | Loire-Atlantique        | Pornic                                                                              |                                          |                                                      | 15 janvier 2014                                     |
| Pays de la Loire           | Loire-Atlantique        | Pornichet                                                                           | Climatique                               | 29 juin 1922                                         | 11 janvier 2016                                     |
| Pays de la Loire           | Loire-Atlantique        | Pouliguen (Le)                                                                      | Climatique                               | 2 mars 1927                                          | 6 février 2014                                      |
| Pays de la Loire           | Loire-Atlantique        | Préfailles                                                                          |                                          |                                                      | 19 septembre 2011                                   |
| Pays de la Loire           | Loire-Atlantique        | Saint-Brevin-les-Pins                                                               |                                          |                                                      | 19 septembre 2016                                   |
| Pays de la Loire           | Loire-Atlantique        | Turballe (La)                                                                       |                                          |                                                      | 22 novembre 2019                                    |
| Pays de la Loire           | Maine-et-Loire          | Saumur                                                                              |                                          |                                                      | 15 janvier 2014                                     |
| Pays de la Loire           | Vendée                  | Faute-sur-Mer (La)                                                                  |                                          | 15 juillet 1982                                      | 11 juillet 2019                                     |
| Pays de la Loire           | Vendée                  | Noirmoutier-en-l’Île                                                                | Touristique                              | 16 avril 1998                                        | 29 novembre 2017                                    |
| Pays de la Loire           | Vendée                  | Sables-d’Olonne (Les)                                                               | Climatique                               | 7 avril 1923                                         | 14 avril 2011                                       |
| Pays de la Loire           | Vendée                  | Saint-Gilles-Croix-de-Vie                                                           |                                          |                                                      | 15 décembre 2017                                    |
| Pays de la Loire           | Vendée                  | Saint-Hilaire-de-Riez                                                               |                                          |                                                      | 29 novembre 2017                                    |
| Pays de la Loire           | Vendée                  | Saint-Jean-de-Monts                                                                 |                                          |                                                      | 6 janvier 2015                                      |
| Pays de la Loire           | Vendée                  | Tranche-sur-Mer (La)                                                                |                                          |                                                      |                                                     |
| Provence-Alpes-Côte d’Azur | Alpes-de-Haute-Provence | Allos                                                                               |                                          |                                                      | 29 juin 2018                                        |
| Provence-Alpes-Côte d’Azur | Alpes-de-Haute-Provence | Digne-les-Bains                                                                     | Hydrominérale                            | 9 avril 1927                                         | 2 octobre 2014                                      |
| Provence-Alpes-Côte d’Azur | Alpes-de-Haute-Provence | Enchastrayes                                                                        |                                          |                                                      | 1er mars 2019                                       |
| Provence-Alpes-Côte d’Azur | Alpes-de-Haute-Provence | Gréoux-les-Bains                                                                    | Hydrominérale                            | 17 novembre 1912                                     | 24 août 2018                                        |
| Provence-Alpes-Côte d’Azur | Alpes-de-Haute-Provence | Jausiers                                                                            |                                          |                                                      | 7 décembre 2018                                     |
| Provence-Alpes-Côte d’Azur | Alpes-de-Haute-Provence | Moustiers-Sainte-Marie                                                              |                                          |                                                      | 13 juin 2019                                        |
| Provence-Alpes-Côte d’Azur | Alpes-de-Haute-Provence | Sisteron                                                                            |                                          |                                                      | 17 novembre 2014                                    |
| Provence-Alpes-Côte d’Azur | Alpes-de-Haute-Provence | Uvernet-Fours                                                                       |                                          |                                                      | 1er mars 2019                                       |
| Provence-Alpes-Côte d’Azur | Alpes-Maritimes         | Antibes                                                                             | Climatique                               | 21 mars 1935                                         | 16 juillet 2014                                     |
| Provence-Alpes-Côte d’Azur | Alpes-Maritimes         | Beaulieu-sur-Mer                                                                    | Climatique                               | 11 mars 1922                                         | 4 septembre 2012                                    |
| Provence-Alpes-Côte d’Azur | Alpes-Maritimes         | Beausoleil                                                                          | Climatique                               | 27 mai 1921                                          | 7 mai 2012                                          |
| Provence-Alpes-Côte d’Azur | Alpes-Maritimes         | Biot                                                                                |                                          |                                                      | 1er septembre 2011                                  |
| Provence-Alpes-Côte d’Azur | Alpes-Maritimes         | Cagnes-sur-Mer                                                                      |                                          |                                                      | 4 novembre 2015                                     |
| Provence-Alpes-Côte d’Azur | Alpes-Maritimes         | Cannes                                                                              | Climatique                               | 20 février 1915                                      | 27 juillet 2012                                     |
| Provence-Alpes-Côte d’Azur | Alpes-Maritimes         | Cap-d’Ail                                                                           | Climatique                               | 13 août 1921                                         | 5 septembre 2012                                    |
| Provence-Alpes-Côte d’Azur | Alpes-Maritimes         | Colle-sur-Loup (La)                                                                 |                                          |                                                      | 13 juin 2019                                        |
| Provence-Alpes-Côte d’Azur | Alpes-Maritimes         | Èze                                                                                 |                                          |                                                      | 17 septembre 2014                                   |
| Provence-Alpes-Côte d’Azur | Alpes-Maritimes         | Grasse                                                                              | Climatique                               | 11 mars 1922                                         |                                                     |
| Provence-Alpes-Côte d’Azur | Alpes-Maritimes         | Isola                                                                               |                                          |                                                      | 13 décembre 2019                                    |
| Provence-Alpes-Côte d’Azur | Alpes-Maritimes         | Mandelieu-la-Napoule                                                                |                                          |                                                      | 6 janvier 2015                                      |
| Provence-Alpes-Côte d’Azur | Alpes-Maritimes         | Menton                                                                              | Climatique                               | 28 janvier 1919                                      | 26 novembre 2013                                    |
| Provence-Alpes-Côte d’Azur | Alpes-Maritimes         | Mougins                                                                             | Touristique                              | 14 décembre 1981                                     | 8 janvier 2018                                      |
| Provence-Alpes-Côte d’Azur | Alpes-Maritimes         | Nice                                                                                | Climatique                               | 7 novembre 1918                                      | 10 février 2012                                     |
| Provence-Alpes-Côte d’Azur | Alpes-Maritimes         | Péone                                                                               |                                          |                                                      | 13 novembre 2018                                    |
| Provence-Alpes-Côte d’Azur | Alpes-Maritimes         | Saint-Étienne-de-Tinée                                                              |                                          |                                                      | 28 novembre 2019                                    |
| Provence-Alpes-Côte d’Azur | Alpes-Maritimes         | Saint-Jean-Cap-Ferrat                                                               | Climatique                               | 13 août 1921                                         | 7 octobre 2014                                      |
| Provence-Alpes-Côte d’Azur | Alpes-Maritimes         | Saint-Laurent-du-Var                                                                |                                          |                                                      | 26 décembre 2017                                    |
| Provence-Alpes-Côte d’Azur | Alpes-Maritimes         | Saint-Paul-de-Vence                                                                 | Touristique                              | 22 décembre 1989                                     | 13 décembre 2019                                    |
| Provence-Alpes-Côte d’Azur | Alpes-Maritimes         | Théoule-sur-Mer                                                                     |                                          |                                                      | 24 août 2018                                        |
| Provence-Alpes-Côte d’Azur | Alpes-Maritimes         | Vallauris                                                                           | Touristique et balnéaire                 | 25 juin 1990                                         | 24 août 2018                                        |
| Provence-Alpes-Côte d’Azur | Alpes-Maritimes         | Vence                                                                               | Climatique (cure)                        | 19 juillet 1928                                      | 28 novembre 2019                                    |
| Provence-Alpes-Côte d’Azur | Alpes-Maritimes         | Villefranche-sur-Mer                                                                |                                          |                                                      | 27 novembre 2012                                    |
| Provence-Alpes-Côte d’Azur | Alpes-Maritimes         | Villeneuve-Loubet                                                                   | Touristique et balnéaire                 | 29 juin 1977                                         | 10 octobre 2017                                     |
| Provence-Alpes-Côte d’Azur | Bouches-du-Rhône        | Aix-en-Provence                                                                     | Hydrominérale                            | 12 mars 1913                                         | 29 novembre 2017                                    |
| Provence-Alpes-Côte d’Azur | Bouches-du-Rhône        | Arles                                                                               |                                          |                                                      | 10 décembre 2012                                    |
| Provence-Alpes-Côte d’Azur | Bouches-du-Rhône        | Baux-de-Provence (Les)                                                              | Touristique                              | 4 février 1975                                       | 29 novembre 2017                                    |
| Provence-Alpes-Côte d’Azur | Bouches-du-Rhône        | Carry-le-Rouet                                                                      |                                          |                                                      | 15 janvier 2019                                     |
| Provence-Alpes-Côte d’Azur | Bouches-du-Rhône        | Cassis                                                                              | Climatique                               | 17 février 1930                                      | 13 février 2015                                     |
| Provence-Alpes-Côte d’Azur | Bouches-du-Rhône        | Ciotat (La)                                                                         | Climatique                               | 5 août 1929,                                         | 17 septembre 2014                                   |
| Provence-Alpes-Côte d’Azur | Bouches-du-Rhône        | Istres                                                                              |                                          |                                                      | 23 octobre 2014                                     |
| Provence-Alpes-Côte d’Azur | Bouches-du-Rhône        | Marseille                                                                           |                                          |                                                      | 11 février 2013                                     |
| Provence-Alpes-Côte d’Azur | Bouches-du-Rhône        | Martigues                                                                           | Touristique et balnéaire                 | 10 juillet 2008                                      | 15 décembre 2017                                    |
| Provence-Alpes-Côte d’Azur | Bouches-du-Rhône        | Maussane-les-Alpilles                                                               |                                          |                                                      | 30 décembre 2019                                    |
| Provence-Alpes-Côte d’Azur | Bouches-du-Rhône        | Salon-de-Provence                                                                   | Touristique                              | 22 décembre 1989                                     | 13 novembre 2018                                    |
| Provence-Alpes-Côte d’Azur | Hautes-Alpes            | Briançon                                                                            | Climatique                               | 8 juillet 1914                                       | 9 septembre 2019                                    |
| Provence-Alpes-Côte d’Azur | Hautes-Alpes            | Monêtier-les-Bains (Le)                                                             |                                          |                                                      | 27 mars 2019                                        |
| Provence-Alpes-Côte d’Azur | Hautes-Alpes            | Montgenèvre                                                                         |                                          |                                                      | 8 janvier 2018                                      |
| Provence-Alpes-Côte d’Azur | Hautes-Alpes            | Orcières                                                                            |                                          |                                                      | 24 août 2018                                        |
| Provence-Alpes-Côte d’Azur | Hautes-Alpes            | Orres (Les)                                                                         |                                          |                                                      | 1er août 2013                                       |
| Provence-Alpes-Côte d’Azur | Hautes-Alpes            | Risoul                                                                              |                                          |                                                      | 27 avril 2011                                       |
| Provence-Alpes-Côte d’Azur | Hautes-Alpes            | Saint-Chaffrey                                                                      |                                          |                                                      | 9 janvier 2018                                      |
| Provence-Alpes-Côte d’Azur | Hautes-Alpes            | Salle-les-Alpes (La)                                                                |                                          |                                                      | 5 mars 2018                                         |
| Provence-Alpes-Côte d’Azur | Hautes-Alpes            | Savines-le-Lac                                                                      | Touristique                              | 9 novembre 1982                                      | 27 mars 2019                                        |
| Provence-Alpes-Côte d’Azur | Hautes-Alpes            | Vars                                                                                |                                          |                                                      | 29 novembre 2017                                    |
| Provence-Alpes-Côte d’Azur | Var                     | Bandol                                                                              | Climatique                               | 31 juillet 1923                                      | 9 janvier 2018                                      |
| Provence-Alpes-Côte d’Azur | Var                     | Bormes-les-Mimosas                                                                  | Climatique                               | 22 juillet 1913                                      | 31 mai 2013                                         |
| Provence-Alpes-Côte d’Azur | Var                     | Carqueiranne                                                                        |                                          |                                                      | 11 avril 2019                                       |
| Provence-Alpes-Côte d’Azur | Var                     | Cavalaire-sur-Mer                                                                   |                                          |                                                      | 22 mars 2013                                        |
| Provence-Alpes-Côte d’Azur | Var                     | Croix-Valmer (La)                                                                   |                                          |                                                      | 1er août 2011                                       |
| Provence-Alpes-Côte d’Azur | Var                     | Fréjus                                                                              | Balnéaire                                | 24 février 2009                                      | 29 novembre 2017                                    |
| Provence-Alpes-Côte d’Azur | Var                     | Gassin                                                                              | [Premier classement après la réforme]    | 17 décembre 2019                                     | 17 décembre 2019                                    |
| Provence-Alpes-Côte d’Azur | Var                     | Grimaud                                                                             |                                          |                                                      | 2 novembre 2011                                     |
| Provence-Alpes-Côte d’Azur | Var                     | Hyères                                                                              | Hydrominérale et climatique              | 8 mars 1913                                          | 16 mars 2011                                        |
| Provence-Alpes-Côte d’Azur | Var                     | Lavandou (Le)                                                                       | Climatique                               | 14 novembre 1913                                     | 29 novembre 2017                                    |
| Provence-Alpes-Côte d’Azur | Var                     | Pradet (Le)                                                                         |                                          |                                                      | 26 avril 2018                                       |
| Provence-Alpes-Côte d’Azur | Var                     | Ramatuelle                                                                          | Touristique                              | 29 octobre 1986                                      | 26 décembre 2017                                    |
| Provence-Alpes-Côte d’Azur | Var                     | Roquebrune-sur-Argens                                                               | Touristique                              | 9 juillet 1968                                       | 16 décembre 2010                                    |
| Provence-Alpes-Côte d’Azur | Var                     | Saint-Cyr-sur-Mer                                                                   | Touristique                              | 18 décembre 2002                                     | 29 novembre 2017                                    |
| Provence-Alpes-Côte d’Azur | Var                     | Saint-Raphaël                                                                       | Climatique                               | 15 septembre 1914                                    | 21 octobre 2010                                     |
| Provence-Alpes-Côte d’Azur | Var                     | Saint-Tropez                                                                        |                                          |                                                      | 11 juillet 2017                                     |
| Provence-Alpes-Côte d’Azur | Var                     | Sainte-Maxime                                                                       | Climatique                               | 11 mars 1922                                         | 19 mai 2011                                         |
| Provence-Alpes-Côte d’Azur | Var                     | Sanary-sur-Mer                                                                      | Climatique Touristique                   | 12 mai 192926 novembre 2013                          | 13 novembre 2018                                    |
| Provence-Alpes-Côte d’Azur | Var                     | Seyne-sur-Mer (La)                                                                  | Touristique et balnéaire                 | 7 février 2008                                       | 13 novembre 2018                                    |
| Provence-Alpes-Côte d’Azur | Var                     | Six-Fours-les-Plages                                                                |                                          |                                                      | 24 août 2018                                        |
| Provence-Alpes-Côte d’Azur | Var                     | Toulon                                                                              |                                          |                                                      | 18 août 2014                                        |
| Provence-Alpes-Côte d’Azur | Vaucluse                | Avignon                                                                             | Uvale et de tourisme                     | 29 juillet 1938                                      | 31 mai 2013                                         |

## Établissements publics de coopération intercommunale
| Région               | Département | Nom de l’établissement public de coopération intercommunale | Date de classement |  |
| -------------------- | ----------- | ----------------------------------------------------------- | ------------------ |  |
| Auvergne Rhône-Alpes | Savoie      | Vallées d’Aigueblanche                                      | 17 décembre 2019   |  |

## Communes n’étant plus classées

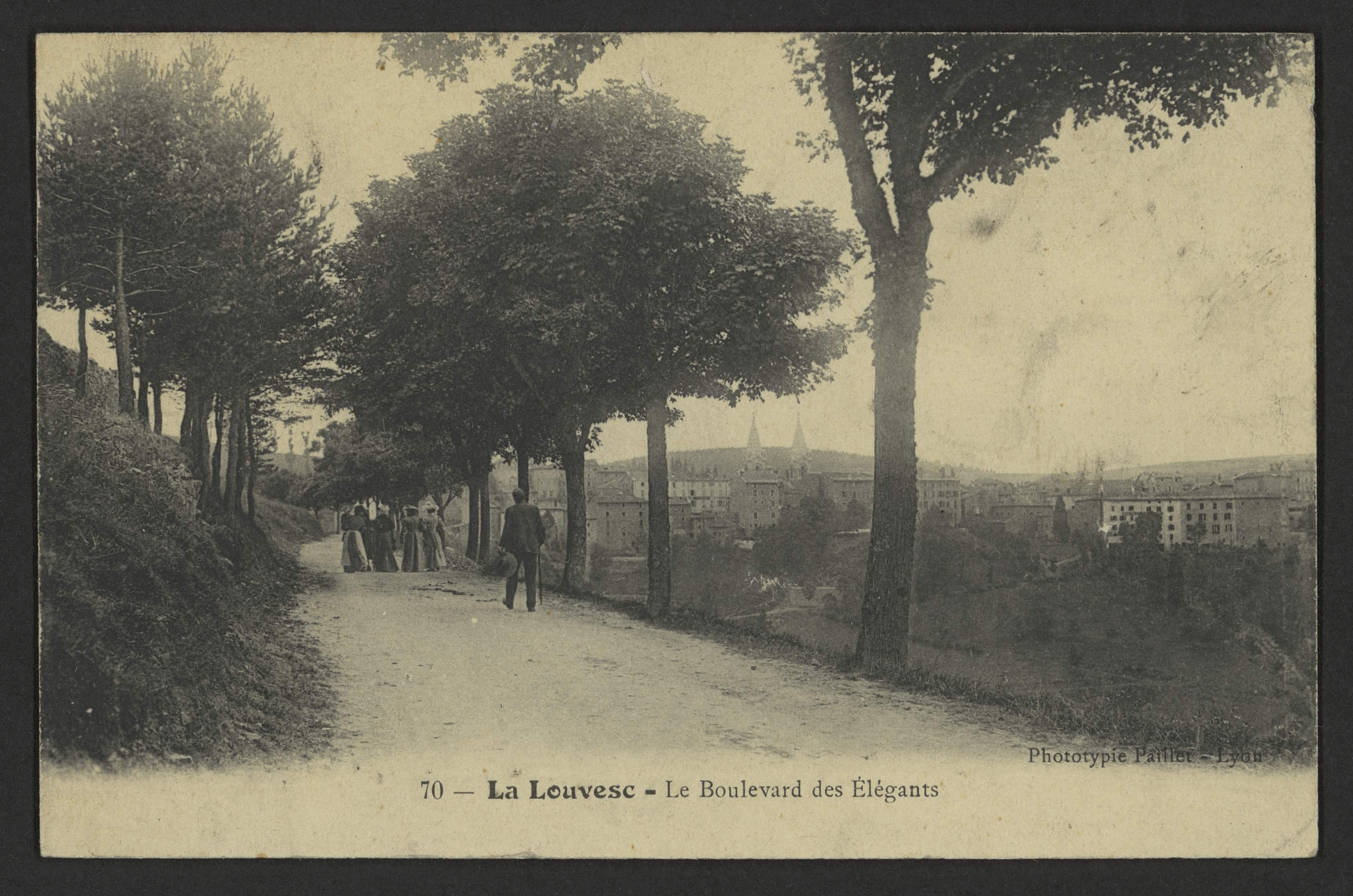
Le Boulevard des Élégants à La Louvesc, ancienne station classée de tourisme

Des communes n'ont pas pu ou voulu renouveler leur renouvellement (la commune de Durtol n'abrite aucun hôtel, nécessaire au classement) ou ne sont plus éligible, comme les communes des départements français d'Algérie classée durant la période de colonisation comme Constantine. Ne sont pas comptées ici les communes qui ont fusionné et dont la commune nouvelle est également classée (Malo-les-Bains a fusionné avec Dunkerque qui a par la suite été classé ; Saint-Malo et Paramé, deux stations classées, ont fusionné et la commune nouvelle est également classée).
| Région | Département                     | Commune                                                                  | Type de station (avant la réforme) | Date de premier classement | Dernier décret de classement | Nom de la nouvelle commune en cas de fusion | Cause de la perte du label                   |
| ------ | ------------------------------- | ------------------------------------------------------------------------ | ---------------------------------- | -------------------------- | ---------------------------- | ------------------------------------------- | -------------------------------------------- |
|        | Haute-Garonne                   | Ganties                                                                  | Hydrominérale et climatique        | 15 juillet 1914            |                              |                                             |                                              |
|        | Haute-Pyrénées                  | Belpouey-Barèges                                                         | Hydrominérale et climatique        | 14 avril 1919              |                              |                                             |                                              |
|        | [Algérie]                       | Biskra                                                                   | Hydrominérale et climatique        | 29 juin 1921               |                              |                                             |                                              |
|        | Haute-Garonne                   | Salies-du-Salat                                                          | Hydrominérale et climatique        | 31 juillet 1923            |                              |                                             |                                              |
|        | Savoie                          | Salins                                                                   | Hydrominérale et climatique        | 11 mai 1926                |                              | Salins-Fontaine (non classée)               |                                              |
|        | Lozère                          | Bagnols-les-Bains                                                        | Hydrominérale et climatique        | 10 août 1934               |                              | Mont-Lozère-et-Goulet (non classée)         |                                              |
|        | Basses-Pyrénées                 | Eaux-Bonnes                                                              | Hydrominérale                      | 25 mai 1912                |                              |                                             |                                              |
|        | Allier                          | Bourbon-l’Archambault                                                    | Hydrominérale                      | 10 juin 1912               |                              |                                             |                                              |
|        | Vosges                          | Martigny                                                                 | Hydrominérale                      | 10 juin 1912               |                              |                                             |                                              |
|        | Basses-Pyrénées                 | Lurbe                                                                    | Hydrominérale                      | 16 février 1913            |                              |                                             |                                              |
|        | Doubs                           | Besançon (quartier de La Mouillère)                                      | Hydrominérale                      | 25 février 1915            |                              |                                             |                                              |
|        | Nièvre                          | Saint-Honoré-les-Bains                                                   | Hydrominérale                      | 26 juin 1916               |                              |                                             |                                              |
|        | Nièvre                          | Pougues-les-Eaux                                                         | Hydrominérale                      | 27 mai 1921                |                              |                                             |                                              |
|        | Aude                            | Alet                                                                     | Hydrominérale                      | 28 mars 1923               |                              |                                             |                                              |
|        | Ariège                          | Audinac-les-Bains                                                        | Hydrominérale                      | 31 juillet 1923            |                              | Montjoie-en-Couserans (non classée)         |                                              |
|        | Lot                             | Miers-Alvignac                                                           | Hydrominérale                      | 5 mars 1927                |                              | Ni Miers ni Alvignac n’est classé           |                                              |
|        | Rhône                           | Charbonnières                                                            | Hydrominérale                      | 9 avril 1927               |                              |                                             | Fermeture de l'établissement thermal en 1980 |
|        | Haut-Rhin                       | Morsbronn-les-Bains                                                      | Hydrominérale                      | 19 janvier 1929            |                              |                                             |                                              |
|        | Ariège                          | Aulus                                                                    | Hydrominérale                      | 19 juin 1929               |                              |                                             |                                              |
|        | Haute-Garonne                   | Encausse                                                                 | Hydrominérale                      | 4 août 1929                |                              |                                             |                                              |
|        | Creuse                          | Évaux-les-Bains                                                          | Hydrominérale                      | 19 novembre 1935           |                              |                                             |                                              |
|        | Corse                           | Ajaccio                                                                  | Climatique                         | 10 juin 1912               |                              |                                             |                                              |
|        | Corse                           | Bastia                                                                   | Climatique                         | 13 août 1921               |                              |                                             |                                              |
|        | Puy-de-Dôme                     | Durtol                                                                   | Climatique                         | 13 août 1921               |                              |                                             | Pas d'hôtel                                  |
|        | Alpes-Maritimes                 | Roquebrune-Cap-Martin                                                    | Climatique                         | 11 mars 1922               |                              |                                             |                                              |
|        | Alger [Algérie française]       | Alger                                                                    | Climatique                         | 7 avril 1923               |                              |                                             |                                              |
|        | [Algérie française]             | Saint-Eugène                                                             | Climatique                         | 31 juillet 1923            |                              |                                             |                                              |
|        | Ain                             | Hauteville-en-Bugey                                                      | Climatique (cure)                  | 26 avril 1924              |                              | Plateau d'Hauteville (non classée)          | Déclin des cures                             |
|        | Calvados                        | Lion-sur-Mer                                                             | Climatique                         | 27 décembre 1924           |                              |                                             |                                              |
|        | Pas-de-Calais                   | Stella-Plage, fraction de Cucq                                           | Climatique                         | 8 juillet 1925             |                              |                                             |                                              |
|        | Calvados                        | Langrune-sur-Mer                                                         | Climatique                         | 7 juillet 1926             |                              |                                             |                                              |
|        | Constantine [Algérie française] | Bugeaud                                                                  | Climatique                         | 17 juillet 1926            |                              |                                             |                                              |
|        | Seine-Maritime                  | Yport                                                                    | Climatique                         | 27 avril 1927              |                              |                                             |                                              |
|        | Somme                           | Cayeux-sur-Mer                                                           | Climatique                         | 23 mai 1928                |                              |                                             |                                              |
|        | Alpes-Maritimes                 | Saint-Martin-Vésubie                                                     | Climatique                         | 19 juillet 1928            |                              |                                             |                                              |
|        | Basses-Pyrénées                 | Guéthary                                                                 | Climatique                         | 23 janvier 1929            |                              |                                             |                                              |
|        | Haute-Savoie                    | Saint-Cergues                                                            | Climatique                         | 15 février 1929            |                              |                                             |                                              |
|        | Lozère                          | Langogne                                                                 | Climatique                         | 23 mai 1929                |                              |                                             |                                              |
|        | Ain                             | Lompnes                                                                  | Climatique (cure)                  | 23 mai 1929                |                              | Plateau d'Hauteville (pas de classement)    | Déclin des cures                             |
|        | [Algérie française]             | Falaises d’Arcole, fraction de la commune d’Arcole                       | Climatique                         | 5 août 1929                |                              |                                             |                                              |
|        | Loire                           | Noirétable                                                               | Climatique                         | 5 août 1929                |                              |                                             |                                              |
|        | Haute-Savoie                    | Saint-Julien-en-Genevois                                                 | Climatique                         | 10 août 1930               |                              |                                             |                                              |
|        | [Algérie française]             | Aïn-el-Turck                                                             | Climatique                         | 10 août 1930               |                              |                                             |                                              |
|        | Haute-Savoie                    | Saint-Gingolph                                                           | Climatique                         | 18 avril 1931              |                              |                                             |                                              |
|        | Puy-de-Dôme                     | Enval                                                                    | Climatique                         | 23 mars 1932               |                              |                                             |                                              |
|        | [Algérie française]             | Constantine                                                              | Climatique                         | 12 mai 1932                |                              |                                             |                                              |
|        | Corse                           | L’Île-Rousse                                                             | Climatique                         | 15 avril 1933              |                              |                                             |                                              |
|        | Corse                           | Calvi                                                                    | Climatique                         | 15 avril 1933              |                              |                                             |                                              |
|        | Basses-Pyrénées                 | Ciboure                                                                  | Climatique                         | 13 août 1937               |                              |                                             |                                              |
|        | Isère                           | Saint-Pierre-de-Chartreuse                                               | Climatique                         | 4 juillet 1938             |                              |                                             |                                              |
|        | Tarn-et-Garonne                 | Moissac                                                                  | Uvale Touristique                  | 7 août 193615 juillet 1982 |                              |                                             |                                              |
|        | Indre-et-Loire                  | Amboise                                                                  | Touristique                        | 16 octobre 1957            |                              |                                             |                                              |
|        | Alpes-Maritimes                 | Levens                                                                   | Touristique                        | 12 juillet 1962            |                              |                                             |                                              |
|        | Guadeloupe                      | Sainte-Anne                                                              | Touristique et balnéaire           | 14 octobre 1965            |                              |                                             |                                              |
|        | Guadeloupe                      | Fraction de commune Anse des Sables de Saint-Martin                      | Touristique et balnéaire           | 16 septembre 1968          |                              |                                             |                                              |
|        | Martinique                      | La Batelière-Pointe des Nègres et Anse du Collat, fraction de Schoelcher | Touristique et balnéaire           | 22 avril 1969              |                              |                                             |                                              |
|        | Corse                           | Porto-Vecchio                                                            | Touristique                        | 28 octobre 1969            |                              |                                             |                                              |
|        | Ardèche                         | Louvèse (La)                                                             | Touristique                        | 6 avril 1970               |                              |                                             |                                              |
|        | Corse                           | Lumio                                                                    | Touristique et balnéaire           | 28 août 1975               |                              |                                             |                                              |
|        | Haute-Savoie                    | Publier                                                                  | Touristique                        | 29 septembre 1975          |                              |                                             |                                              |
|        | Bouches-du-Rhône                | Saintes-Marie-de-la-Mer                                                  | Touristique                        | 2 novembre 1978            |                              |                                             |                                              |
|        | Orne                            | Vimoutiers                                                               | Touristique                        | 2 novembre 1978            |                              |                                             |                                              |
|        | Côtes-d'Armor                   | Ploule'ch                                                                | Touristique                        | 14 décembre 1981           |                              |                                             |                                              |
|        | Var                             | Cogolin                                                                  | Touristique                        | 14 décembre 1981           |                              |                                             |                                              |
|        | Gard                            | Villeneuve-lès-Avignon                                                   | Touristique                        | 14 décembre 1981           |                              |                                             |                                              |
|        | Alpes-Maritimes                 | Cannet (Le)                                                              | Touristique                        | 14 décembre 1981           |                              |                                             |                                              |
|        | Gard                            | Uzès                                                                     | Touristique                        | 14 décembre 1981           |                              |                                             |                                              |
|        | Vendée                          | Aiguillon-sur-Mer (L')                                                   | Touristique                        | 15 juillet 1982            |                              |                                             |                                              |
|        | Bas-Rhin                        | Saverne                                                                  | Touristique                        | 15 juillet 1982            |                              |                                             |                                              |
|        | Var                             | Londe-les-Maures (La)                                                    | Touristique                        | 4 octobre 1982             |                              |                                             |                                              |
|        | Bouches-du-Rhône                | Fontvieille                                                              | Touristique                        | 26 septembre 1985          |                              |                                             | Volonté municipale                           |
|        | Isère                           | Vienne                                                                   | Touristique                        | 24 septembre 1986          |                              |                                             |                                              |
|        | Morbihan                        | Arradon                                                                  | Touristique                        | 24 septembre 1986          |                              |                                             |                                              |
|        | Gard                            | Beaucaire                                                                | Touristique                        | 24 mai 1989                |                              |                                             |                                              |
|        | Bas-Rhin                        | Sélestat                                                                 |                                    | 6 septembre 1991           |                              |                                             |                                              |
|        | Lot                             | Gourdon                                                                  |                                    | 13 août 1993               |                              |                                             |                                              |
|        | Haut-Rhin                       | Mulhouse                                                                 | Touristique                        | 5 juillet 2000             |                              |                                             |                                              |
|        | Oise                            | Beauvais                                                                 | Touristique                        | 5 juillet 2000             |                              |                                             |                                              |
|        | Nord                            | Lille                                                                    | Touristique                        | 22 janvier 2001            |                              |                                             |                                              |
|        | Loire                           | Saint-Étienne                                                            | Touristique                        | 27 février 2009            |                              |                                             |                                              |